# Province de Mukdahan
Mukdahan (en thaï : มุกดาหาร) est une province (changwat) de Thaïlande.

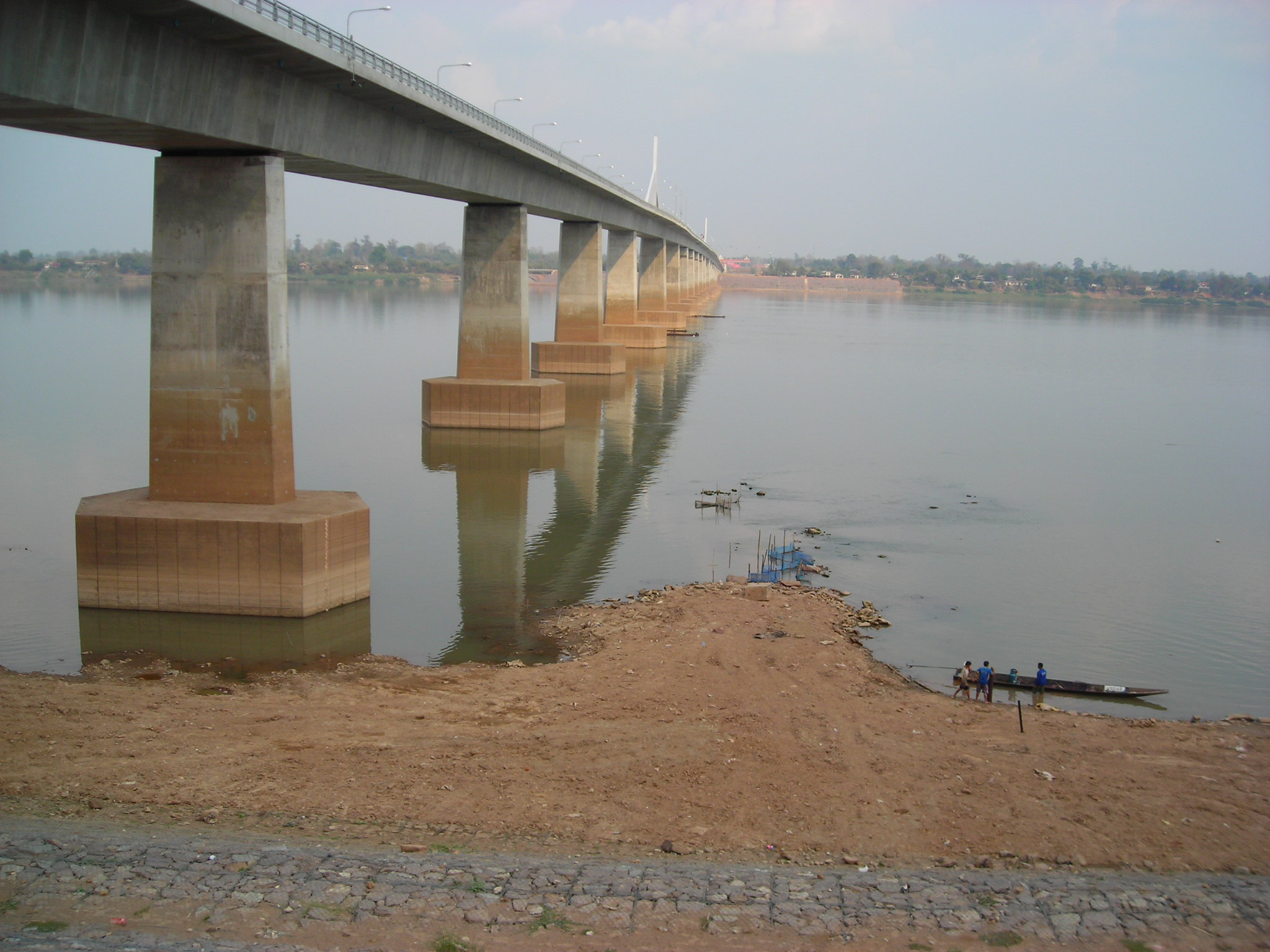
Deuxième pont de l'amitié thaï-lao, vu de Mukdahan

Elle est située dans le nord-est du pays, séparée du Laos par le Mékong. Sa capitale est la ville de Mukdahan.
Créée en 1982, elle faisait auparavant partie de la province de Nakhon Phanom.

## Subdivisions

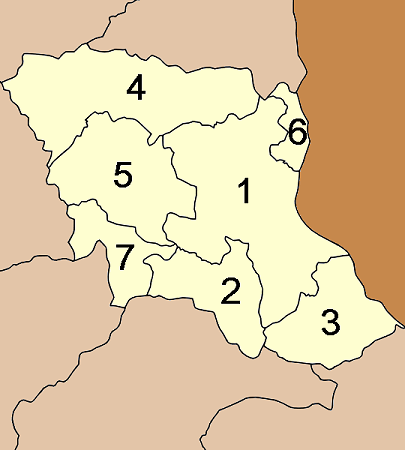
Carte des amphoe de la province de Mukdahan.

Mukdahan est subdivisée en 7 districts (amphoe) : Ces districts sont eux-mêmes subdivisés en 53 sous-districts (tambon) et 493 villages (muban).